# Zophobas morio
Zophobas morio tillhör insektsrikets största ordning skalbaggarna. De lever naturligt i Centralamerika och Sydamerika. De har en full cykel på ägg, larv, puppa och vuxen, i sitt sista skede är den en mattsvart skalbagge på cirka 2,5 centimeter. Vanligtvis övergår de från larv till puppa vid ungefär 6-12 månaders ålder, men kan i fångenskap göra det tidigare. Den vuxna baggen lever i ungefär ett år. Larven blir runt 5 centimeter lång.

## Foder

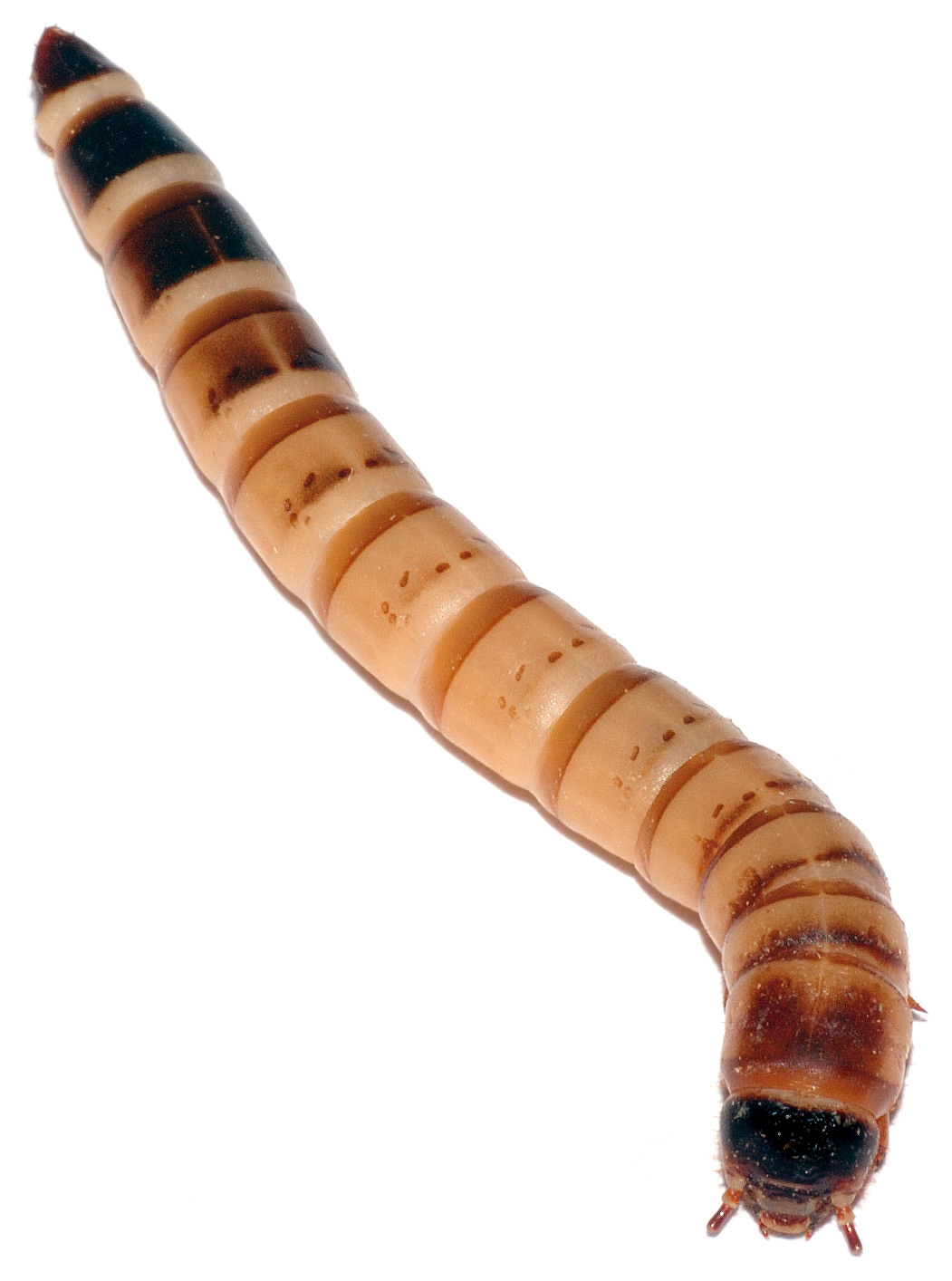
Larv av Zophobas morio

Zophobas morio är en av de vanligaste foderinsekterna, och ges då i larvform. Den skall utfodras högst 24 timmar innan den ges som foder, för att innehålla så mycket näring som möjligt. Insekterna skall förvaras i rumstemperatur i en behållare tillsammans med sitt foder, vilket skall vara grönsaker av olika slag. Larven har goda näringsvärden: 20 % proteiner, 16 % fett, 1 % aska (mineraler) samt 4 % övrigt (till exempel kolhydater). Vattenhalten i Zophobas morio är cirka 59 %.

## Uppfödning
Larverna skall läggas var för sig i en burk med foder, där de skall ha det mörkt och gärna varmt, runt 27 till 28 grader celsius. Under dessa förutsättningar brukar de puppas efter runt två veckor. Efter två till fyra veckor som puppa, kommer de fram som skalbagge. Till en början är de mjuka och cremevita, men efter en dag har de hårdnat och fått sin mattsvarta färg. Skalbaggarna lägger ägg på allt som finns ovanför jorden, och när äggen kläcks kryper larverna ner i jorden. Larver och baggar bör hållas isär, då baggarna äter larverna, som i sin tur äter äggen.